# Ignacy Łempicki (generał)
Ignacy Czesław Łempicki herbu Junosza – generał major wojsk koronnych, generał adiutant królewski, oficjalista Komisji Wojskowej.

## Życiorys
Syn Jana Łempickiego, pułkownika wojsk koronnych; i Antoniny Dudassy, córki Gabryela Dudassy, pułkownika piechoty węgierskiej.
Major w regimencie pieszym łanowym w 1766 roku. Poseł ziemi zakroczymskiej na sejm 1767 roku. W załączniku do depeszy z 2 października 1767 roku do prezydenta Kolegium Spraw Zagranicznych Imperium Rosyjskiego Nikity Panina, poseł rosyjski Nikołaj Repnin określił go jako posła właściwego dla realizacji rosyjskich planów na sejmie 1767 roku za którego odpowiada król.
Żonaty z Marianną Hiż (córką pułkownika gwardii koronnej Jana Wilhelma Hiża), miał syna Ignacego (ur. 1766) i córkę Eufemię.